# Caloptilia minimella
Caloptilia minimella är en fjärilsart som först beskrevs av Charles Russell Ely 1915.  Caloptilia minimella ingår i släktet Caloptilia och familjen styltmalar. Inga underarter finns listade i Catalogue of Life.